# 八里灣山
八里灣山位於台灣花蓮縣豐濱鄉，海岸山脈北段之最高峰，標高924公尺。又名「貓公富士山」，台灣小百岳之一，相傳為阿美族人之發源聖地，被阿美族人稱為「基拉亞散」（Cilangasan）。「貓公富士山」之名係因山形似富士山，日治時期日人稱之為「貓公富士」而來。

## 註腳
1. ↑  .   [2023-05-07]. （原始内容存档于2023-05-09）.
2. ↑  .   [2023-05-07]. （原始内容存档于2023-05-07）.
3. ↑  .   [2023-05-07]. （原始内容存档于2023-05-07）.